# Adamův jazyk

Stavba babylonské věže, obraz Pietera Bruegela

Adamův jazyk je podle židovských a křesťanských tradic jazyk, kterým mluvil Adam, údajně první člověk na světě, a případně Eva, údajně první žena na světě v zahradě Eden. Není přesně popsáno, jak jazyk vznikl, buď na Adama tímto jazykem mluvil Bůh, nebo ho vynalezl Adam, aby mohl popisovat věci okolo sebe. Dále existuje pověst o Babylonské věži z biblické knihy Genesis, kdy se lidé rozhodli, že postaví věž až do nebe, ale tím rozzlobili Boha. V té době všichni lidé mluvili stejným jazykem, ale protože byl Bůh rozzlobený, tak rozdělil tento jazyk na několik jazyků a rozehnal lidi po celé zemi, protože se mu nelíbilo, že by chrám měl patřit někomu jinému než jemu samotnému.
Z lingvistického hlediska se označení Adamův jazyk používá pro lidský prajazyk, ze kterého se vyvinuly všechny jazyky na světě. 